# Georg Uecker

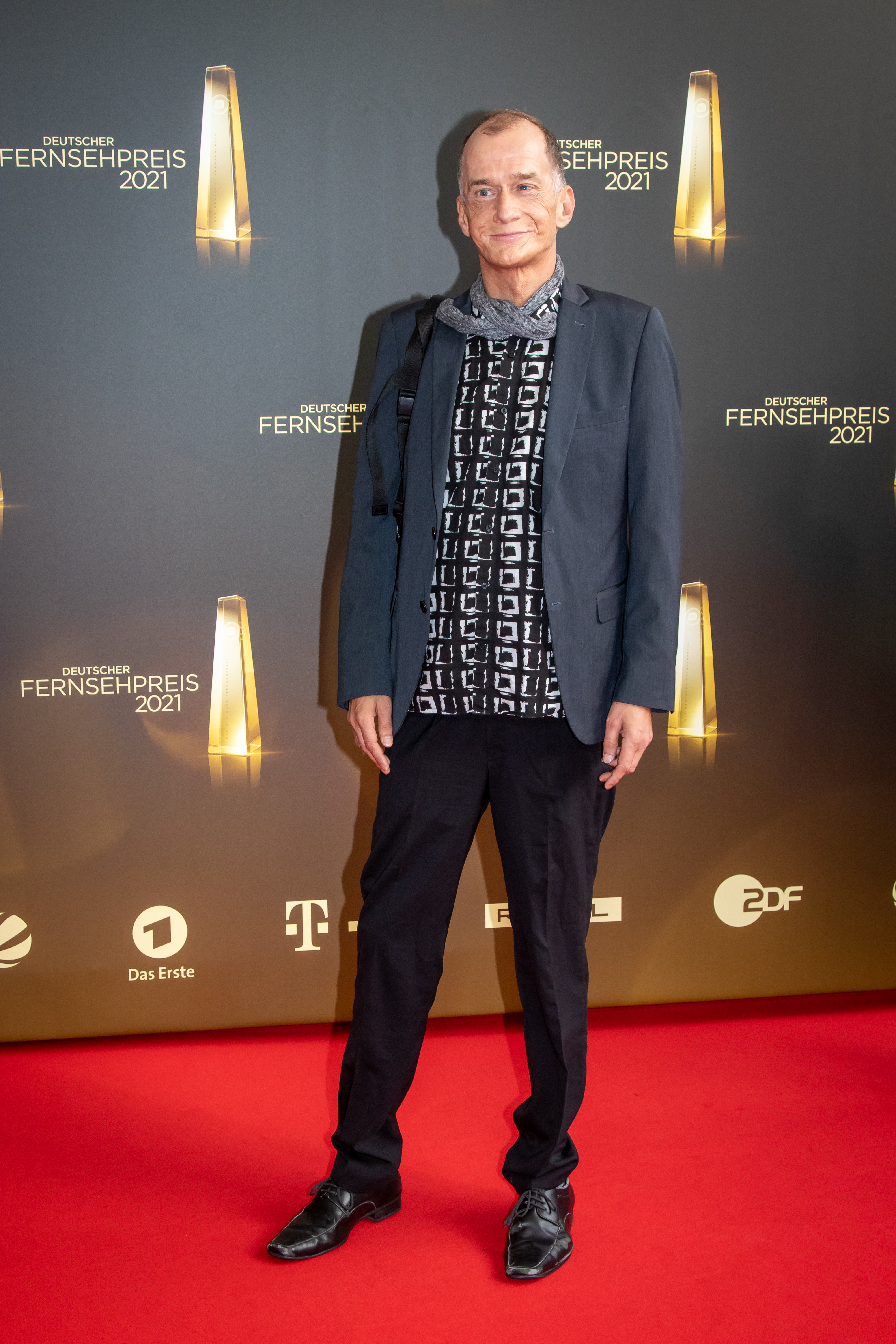
Georg Uecker (2021)

Georg Uecker (* 6. November 1962 in München) ist ein deutscher Schauspieler und Autor. Er wurde als Dr. Carsten Flöter in der Fernsehserie Lindenstraße bekannt.

## Privatleben und Engagement
Georg Uecker ist der Sohn von Heiko Uecker, bis 2004 Professor für Nordische Philologie an der Universität Bonn, und dessen aus Norwegen stammender Frau Kari. Er studierte Theater-, Film- und Fernsehwissenschaft, Romanistik und Skandinavistik an der Universität Köln.
Der offen homosexuell lebende Uecker engagiert sich in der Schwulenbewegung und erhielt 2010 für sein Engagement im Kampf gegen HIV und AIDS den ReD-Award. Des Weiteren ist der Schauspieler politisch und sozial engagiert. Seit dem 4. September 2007 ist er Pate des Oberstufenzentrums Handel 1 (Wirtschaftsgymnasium in Berlin-Kreuzberg) im Projekt „Schule ohne Rassismus – Schule mit Courage“ und seit dem 27. Januar 2010 Pate des Projekts „Holzwickede ohne Rassismus – Holzwickede mit Courage“.
Seit 2008 wurde offensichtlich, dass Uecker gesundheitliche Probleme hat; vor allem ein starker Gewichtsverlust war zu beobachten. Als Uecker 2016 seine HIV-Infektion öffentlich machte, erklärte er, dass seine Erkrankung auf Nebenwirkungen der HIV-Blocker zurückging und er durch Medikamentenumstellung inzwischen wieder an Gewicht zugenommen habe. Nach eigenen Angaben hat er 1993 von der Diagnose erfahren.

## Karriere
Bekannt wurde Uecker als Dr. Carsten Flöter in der Fernsehserie Lindenstraße (Das Erste), in der er 1987 Günter Barton küsste. Es war der erste Kuss zwischen zwei Männern im deutschen Fernsehen in einer Vorabendserie. Nach einem zweiten Kuss 1990 mit Partner Martin Armknecht erhielten beide Schauspieler nach Ausstrahlung der Folge mehrere anonyme Morddrohungen. Der WDR und die Lindenstraße-Produktionsfirma GFF erstatteten daraufhin Strafanzeige gegen unbekannt.

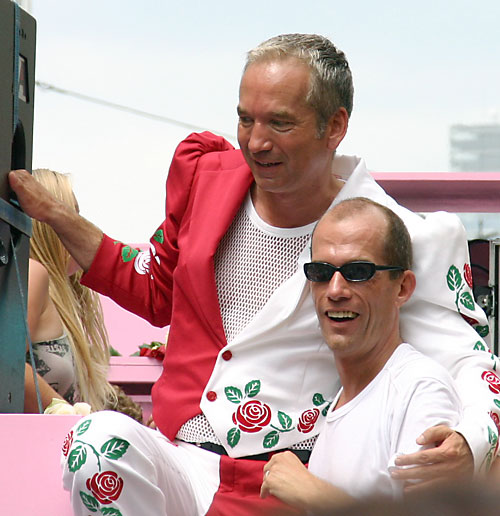
Georg Uecker (r.) mit Claus Vinçon beim Christopher Street Day in Köln 2005

Uecker war ab 2004 Einflüsterer in der Comedy-Improvisationssendung Schillerstraße. Im Oktober 2005 übernahm Maike Tatzig seinen Posten, da sich Uecker auf Theaterprojekte konzentrieren wollte. Weiterhin war er häufiger Gast bei Genial daneben und Galas und entwirft Fernsehkonzepte. Er tritt als „Eurovision-Song-Contest-Experte“ in diversen Talkshows auf. In Filmen spielte er an der Seite von Ralph Morgenstern und Dirk Bach. Bis 2005 produzierte er die Late Night Show Blond am Freitag im ZDF. Uecker erhielt für seine Rolle in der Lindenstraße 1989 den Bambi und 1998 die Goldene Kamera.

## Filmografie
- 1986–1991, 1995–2020: Lindenstraße (Fernsehserie, 605 Folgen)
- 1994: Die Wache (Fernsehserie, 1 Folge)
- 1995: Entführung aus der Lindenstraße
- 1996: Lukas (Fernsehserie, 1 Folge)
- 2003: Mutti – Der Film
- 2003: Zwei Profis (Fernsehserie, 1 Folge)
- 2004: Familie Heinz Becker (Fernsehserie, 1 Folge)
- 2004–2005: Schillerstraße (Fernsehsendung)
- 2005: Ewig rauschen die Gelder
- 2006: Pastewka (Fernsehserie, 1 Folge)
- 2006: Verbotene Liebe (Fernsehserie, 2 Folgen)
- 2008: Selbstgespräche
- 2021: Kroymann (Satiresendung, 1 Folge)

## Veröffentlichungen
- Ich mach dann mal weiter! S. Fischer Verlag, Frankfurt am Main 2018, ISBN 978-3-596-70167-4